# 成相寺参詣曼荼羅

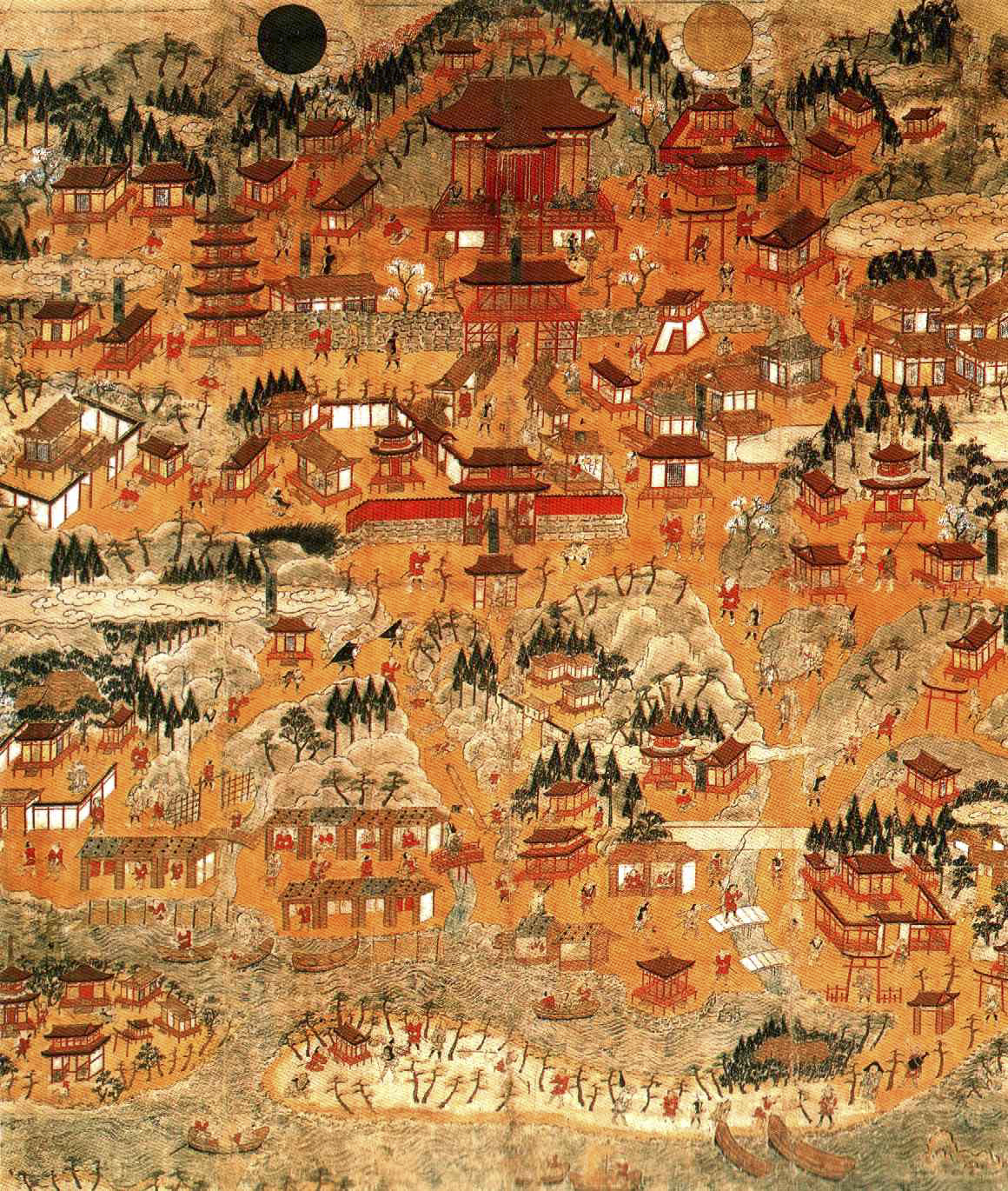
成相寺参詣曼荼羅

成相寺参詣曼荼羅（なりあいじさんけいまんだら）は成相寺（京都府宮津市）を描いた社寺参詣曼荼羅。
成相寺参詣曼荼羅は成相寺所蔵の作例1点が伝来する。画面構成の技法などからみて、作成年代は室町時代（16世紀後半）と推定される。京都府指定歴史資料。

## 図像の読解
成相寺は、天橋立を見下ろす成相山中腹の景勝地にあり、西国三十三所第28番札所である。室町時代中期には与謝・丹波の両郡にわたって合計60町もの寺領をそなえ、いくつもの子院を従えた有力な一山寺院であった。しかし、応仁の乱とそれに引き続く抗争の中で戦火に見舞われ、後に一色氏によって一度は再建されるものの、天文14年（1545年）の焼損後の再建は難航し、永禄年間（1558年～1570年）・慶長年間（1596年～1615年）の2度の再興により再建を果たしたと伝えられている。
画面は大きく上下2つの部分に分かれ、成相寺の寺内を描いた上部と近隣の名所・寺社を描いた下部とが、中央部の山地や雲霞によって隔てられている。天空には左に銀箔の月輪、右に金箔の日輪が、寺内最上部には本堂が配され、仁王門（総門）から本堂に至る経路を中心としてその左右に、寺内の事物や人物が配されている。仁王門を入って左側には顕著な2つの堂舎が描かれている。仁王門入ってすぐ左に築地塀に囲まれているのは本坊惣持院と考えられ、その奥の画面左端にある建物はその規模からして寺の要人の住居と見られる。寺内をさらに上部に進むと「礼堂」と貼紙で注記された、舞台のような形状の建物に着く。本願寺僧覚如は、貞和4年（1348年）の成相寺参詣の折に「舞台の様なる所」に詠歌を書き付けたとしており、この礼堂のことであろう。本堂左手には五重塔のほか、八幡宮（拝殿・本殿）、熊野権現（鳥居・拝殿・本殿）が配され、熊野権現の本殿には3つの懸仏が掛けられている。画面の最上層部には櫓のある建物が描かれており、成相寺伝の『成相寺旧記』には天正年間（1573年～1593年）の頃まで一色氏の居城が「阿弥陀が峯」と称される場所にあったと記されることから、一色氏の城とみられる。
画面下部には近隣の名所・寺社が鳥瞰的に一望される。画面下縁に沿って栗田半島が描かれ、天橋立と智恩寺、真名井社、籠神社、府中の町並みや阿蘇海での漁労風景が描かれ、上部には成相寺に至る参詣道が描かれている。実際には南南西に伸びる天橋立は西に折り曲げられ、その結果阿蘇海が狭められて表現されているほか、参詣道の道程は圧縮されて表現されているといったデフォルメが目を引く。こうした描写技法は、聖域を大きく細密に描く一方で、参詣道は位置関係を曲げたりくずしたりして圧縮し、両者を雲霞によってつなぐという、参詣曼荼羅において通例である技法にしたがったものである。
画面中央部の参詣道上には木曳きの光景が描かれている。木曳きの光景は那智参詣曼荼羅諸本や長命寺参詣曼荼羅にも見られるもので、一山の造営・修造の担い手であった本願にとって重要な意味を持った図像であって、その意味で寺社の造営・修造との関連を示すものと推測される。参詣曼荼羅において寺社は、あるべき不変かつ理想の姿で描かれるが、本図の場合も再興後の理想的なあるべき姿を描いたものと位置づけられる。

## 文化財
- 成相寺参詣曼荼羅 1幅 - 法量縦150.3×横126.8センチメートル、紙本著色掛幅装[2]。京都府指定歴史資料（1996年〈平成8年〉3月15日指定、京都国立博物館に寄託）[3]。